# Cień wiatru
Cień wiatru – powieść hiszpańskiego pisarza Carlosa Ruiza Zafóna, która ukazała się w 2001.
Cień wiatru wydany został w 40 krajach i przetłumaczony na ponad 30 języków. Sprzedano ponad 14 milionów egzemplarzy. W Polsce powieść wydano w 2005 i wznowiono w 2011. Jest ona pierwszą z cyklu o Cmentarzu Zapomnianych Książek, nie oznacza to jednak, że trzeba ją czytać jako pierwszą - autor zaznaczał wielokrotnie, że wszystkie książki z cyklu są osobnymi historiami.

## Opis fabuły
Akcja powieści rozgrywa się w Barcelonie w drugiej połowie XX wieku, ale w retrospekcjach pojawiają się lata wcześniejsze. Bohaterem jest Daniel Sempere. Towarzyszymy mu od 10 roku życia, kiedy to jego ojciec zaprowadza go na Cmentarz Zapomnianych Książek. Od tego momentu zaczyna się historia Daniela, próbującego odkryć tajemnicę związaną z autorem jednej z zapomnianych książek – Julianem Caraxem.
Daniel, zauroczony powieścią Caraxa Cień wiatru, próbuje odnaleźć inne książki jego autorstwa. Okazuje się jednak, że wszystkie książki zostały spalone. Komuś zależy również na zniszczeniu ostatniego egzemplarza, który znajduje się w posiadaniu nastoletniego chłopaka.
Autor wprowadza do powieści wiele postaci i wątków, które – pozornie luźno ze sobą związane – na końcu prowadzą do rozwiązania zagadki.